# Григорьев, Иван Васильевич (легкоатлет)
Ива́н Васи́льевич Григо́рьев (род. 27 октября 1989, Ижевск, Удмуртская АССР, СССР) — российский легкоатлет, специализирующийся в многоборье. Бронзовый призёр чемпионата России 2014 года в десятиборье. Мастер спорта России Международного Класса.

## Биография
Первых успехов добился ещё в школьные годы, когда тренировался под руководством Олега и Ольги Слепцовых. Его основными видами являлись дистанции 400 и 800 метров, где результаты позволяли быть одним из лучших в Удмуртии по своему возрасту. В то же время уже тогда Иван проявлял себя как разносторонний спортсмен. В 2007 году он стал победителем Всероссийской олимпиады школьников по физкультуре (в ходе которой необходимо было показать свои умения в гимнастике, футболе, баскетболе, лёгкой атлетике и теории физической культуры).
Впоследствии он поступает в Удмуртский государственный университет на факультет физической культуры и спорта и переходит под начало Александра Алабужева. Первые 2 года обучения и совместной работы были направлены на достижение максимальных результатов в беге на средние дистанции. Иван становится чемпионом республики в беге на 800 метров, выполняет норматив кандидата в мастера спорта. На первенстве России среди молодёжи в 2009 году он занимает 39-е место (1.55,04), а уже через месяц принимает решение попробовать свои силы в многоборье, несмотря на отсутствие в родном Ижевске подходящих условий.
На тот момент в городе отсутствовали сектора для прыжка с шестом, метания диска, поэтому ему приходилось постигать азы многоборной подготовки в соседнем Татарстане: в Елабуге и Набережных Челнах. Иван оказался способным учеником и уже в мае 2010 года во втором в жизни старте в десятиборье занял 3-е место на первенстве России среди молодёжи и выполнил норматив мастера спорта — 7022 очка. Через год на чемпионате России он улучшает личный рекорд более чем на 500 очков и занимает 12-е место. Его приглашают тренироваться в Санкт-Петербург в компании других сильных десятиборцев. Как результат — в 2012 году он снова значительно обновляет личный рекорд и становится пятым на национальном первенстве (7828 очков).
В 2013 году Иван впервые выступает в составе сборной России на международном турнире. На Кубке Европы в Таллине он становится 10-м с суммой 7602 очка и помогает завоевать серебряные медали в командном зачёте. Следующий летний сезон приносит очередные титулы. В мае на Кубке России Иван покоряет рубеж в 8000 очков (8112). Затем впервые попадает на пьедестал чемпионата России: в Чебоксарах в тяжёлых погодных условиях ему удаётся выиграть бронзу. Наконец, в составе сборной выигрывает командный Кубок Европы, внеся в её копилку 7882 очка (6-е место среди всех участников).

## Личные рекорды в отдельных видах десятиборья
Наиболее удачно Иван выступает в беговых дисциплинах (100, 400, 1500 м) и в прыжке с шестом.
| Дисциплина        | Результат | Год              |
| ----------------- | --------- | ---------------- |
| 100 м             | 10,84     | 2012,2013,2014   |
| Прыжок в длину    | 7,28 м    | 2014             |
| Толкание ядра     | 14,38 м   | 2015             |
| Прыжок в высоту   | 2,00 м    | 2011, 2012, 2014 |
| 400 м             | 48,56     | 2011             |
| 110 м с барьерами | 14,71     | 2013             |
| Метание диска     | 43,02 м   | 2014             |
| Прыжок с шестом   | 5,00 м    | 2014             |
| Метание копья     | 64,11 м   | 2012             |
| 1500 м            | 4.23,26   | 2011             |

## Основные результаты
| Год  | Турнир                                      | Место проведения       | Дисциплина  | Место | Результат |
| ---- | ------------------------------------------- | ---------------------- | ----------- | ----- | --------- |
| 2010 | Чемпионат России по многоборьям             | Чебоксары, Россия      | десятиборье | 9-е   | 7022      |
| 2011 | Кубок России по многоборьям                 | Сочи, Россия           | десятиборье | 5-е   | 7083      |
| 2011 | Чемпионат России по многоборьям             | Чебоксары, Россия      | десятиборье | 12-е  | 7554      |
| 2012 | Кубок России по многоборьям                 | Адлер, Россия          | десятиборье | 5-е   | 7571      |
| 2012 | Чемпионат России по многоборьям             | Чебоксары, Россия      | десятиборье | 5-е   | 7828      |
| 2013 | Чемпионат России по многоборьям в помещении | Волгоград, Россия      | семиборье   | 5-е   | 5681      |
| 2013 | Кубок России по многоборьям                 | Адлер, Россия          | десятиборье | 3-е   | 7641      |
| 2013 | Чемпионат России по многоборьям             | Чебоксары, Россия      | десятиборье | 5-е   | 7726      |
| 2013 | Кубок Европы по многоборьям                 | Таллин, Эстония        | десятиборье | 10-е  | 7602      |
| 2014 | Чемпионат России по многоборьям в помещении | Новочебоксарск, Россия | семиборье   | 5-е   | 5710      |
| 2014 | Кубок России по многоборьям                 | Адлер, Россия          | десятиборье | 2-е   | 8112      |
| 2014 | Чемпионат России по многоборьям             | Чебоксары, Россия      | десятиборье | 3-е   | 7900      |
| 2014 | Кубок Европы по многоборьям                 | Торунь, Польша         | десятиборье | 6-е   | 7882      |